# Mosquée Eşrefoğlu
La mosquée Eşrefoğlu (en turc : Eşrefoğlu Camii) est une mosquée du XIIIe siècle, à Beyşehir, dans la province de Konya en Turquie, elle est située à 100 mètres du lac de Beyşehir.

## Histoire
Durant les dernières années d'existence du Sultanat de Roum, de nombreux gouverneurs seldjouks jouirent d'une indépendance partielle. Ils établirent ainsi leurs propres principautés. Cette période est connue sous le nom d'époque des beylicats. Les Eşrefoğulları constituèrent un petit beylicat dans le centre de l'Anatolie occidentale. Après 1288, Süleyman Bey, le second souverain de cet État, entreprit la reconstruction de la ville de Beyşehir afin d'en faire sa capitale. Bien que son beylicat fut une très relative puissance politique, sa cité devint un des centres culturels les plus florissants et importants du monde seldjoukide. En 1296, il ordonna l'érection d'une mosquée à Beyşehir, une des plus grandes de l'époque des beylicats, elle fut achevée en 1299. En 1302 il décéda et fut enterré dans une sépulture près de sa mosquée.

## Détails techniques
Le plan de la mosquée est rectangulaire, il est de 31,8 mètres de largeur sur 46,55 mètres de longueur. Cependant le coin du côté nord-est fut agrandi afin de construire le portail principal, qui est de 7,1 mètres de largeur sur 10,1 mètres de longueur. Il existe également deux portes de tailles plus petites, ainsi que trente-cinq fenêtres. Le toit, quant à lui, est supporté par quarante-deux colonnes de bois, chacune d'une hauteur de 7,5 mètres et d'un diamètre de 40 centimètres.
Après sept siècles, contrairement à la plupart des autres constructions en bois seldjoukes, la mosquée Eşrefoğlu survit et fut utilisée pour divers services, en majorité religieux. Les colonnes sont en bois de cèdre, et, selon la tradition orale, auraient été trempées dans le lac de Beyşehir six mois avant que le bâtiment ne soit érigé. Au centre de la mosquée se situe une fosse à neige. Jusqu'aux années 1940, cette dernière était remplie de neige des montagnes voisines et utilisée pour rafraîchir la mosquée pendant les étés et fournir l'humidité nécessaire aux composantes en bois de l'édifice.

## Liste indicative du Patrimoine mondial de l'Unesco
Le 15 avril 2011 la mosquée fut ajoutée à la liste indicative du Patrimoine mondial de l'Unesco pour la Turquie, avec pour motif : "La Mosquée Eşrefoğlu inclut tous les éléments principaux des débuts de l'architecture turque anatolienne. Ce bâtiment est la mosquée à colonnes et toit en bois la plus grande et la mieux préservée du Monde Islamique".

## Galerie

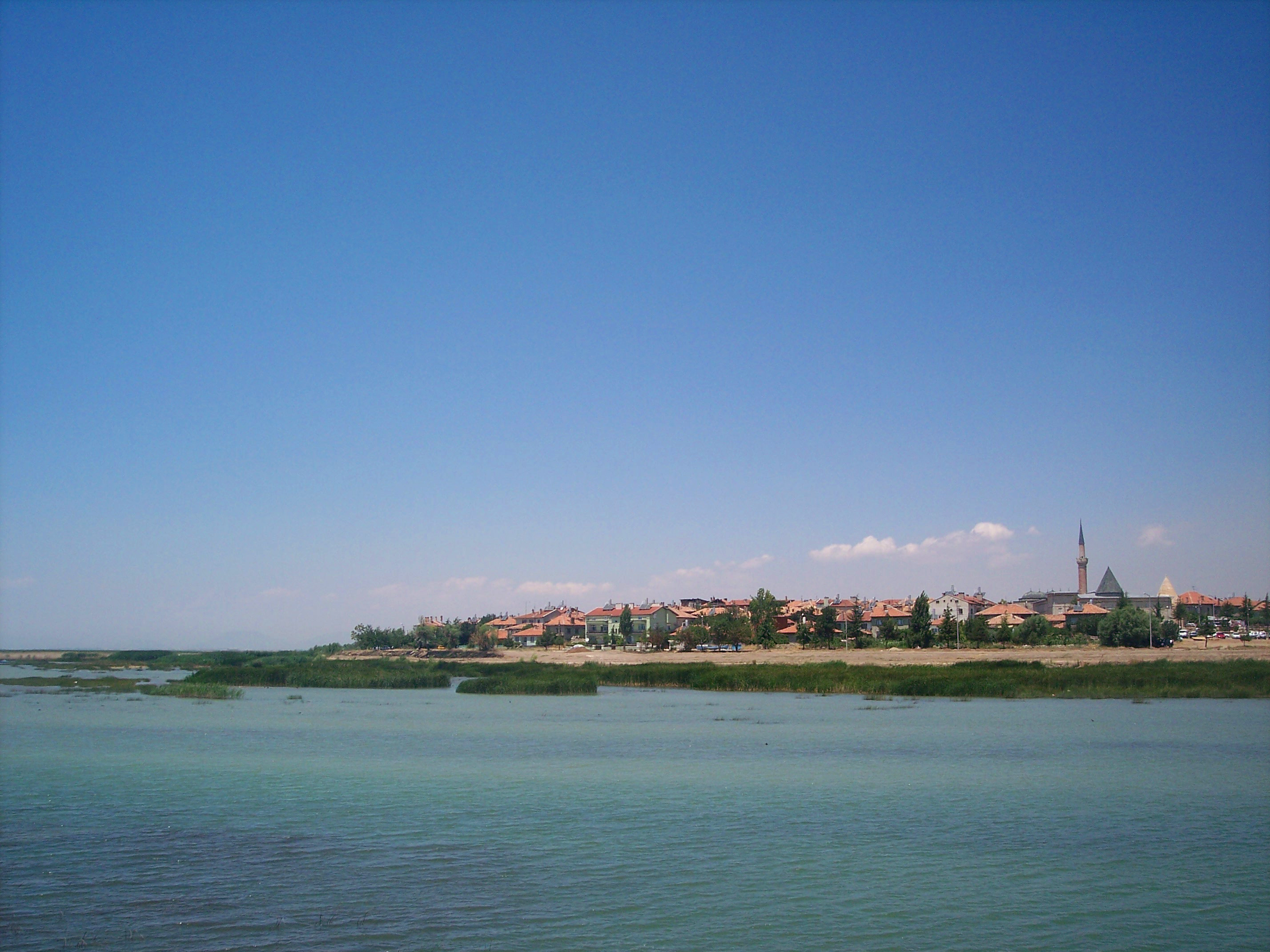
Vue de la ville de Beyşehir depuis le lac éponyme, la mosquée Eşrefoğlu se situe à droite, reconnaissable à son minaret.
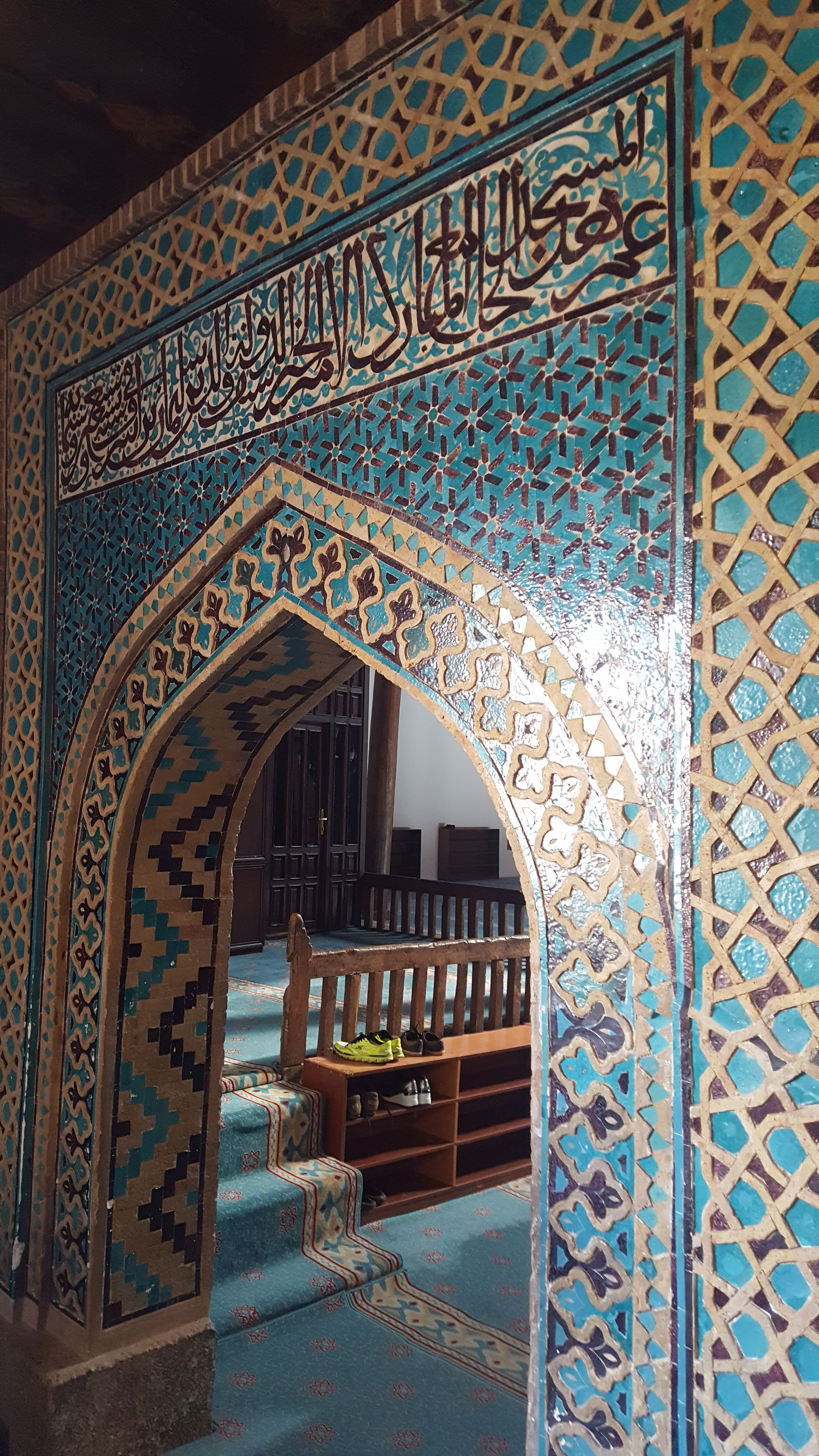
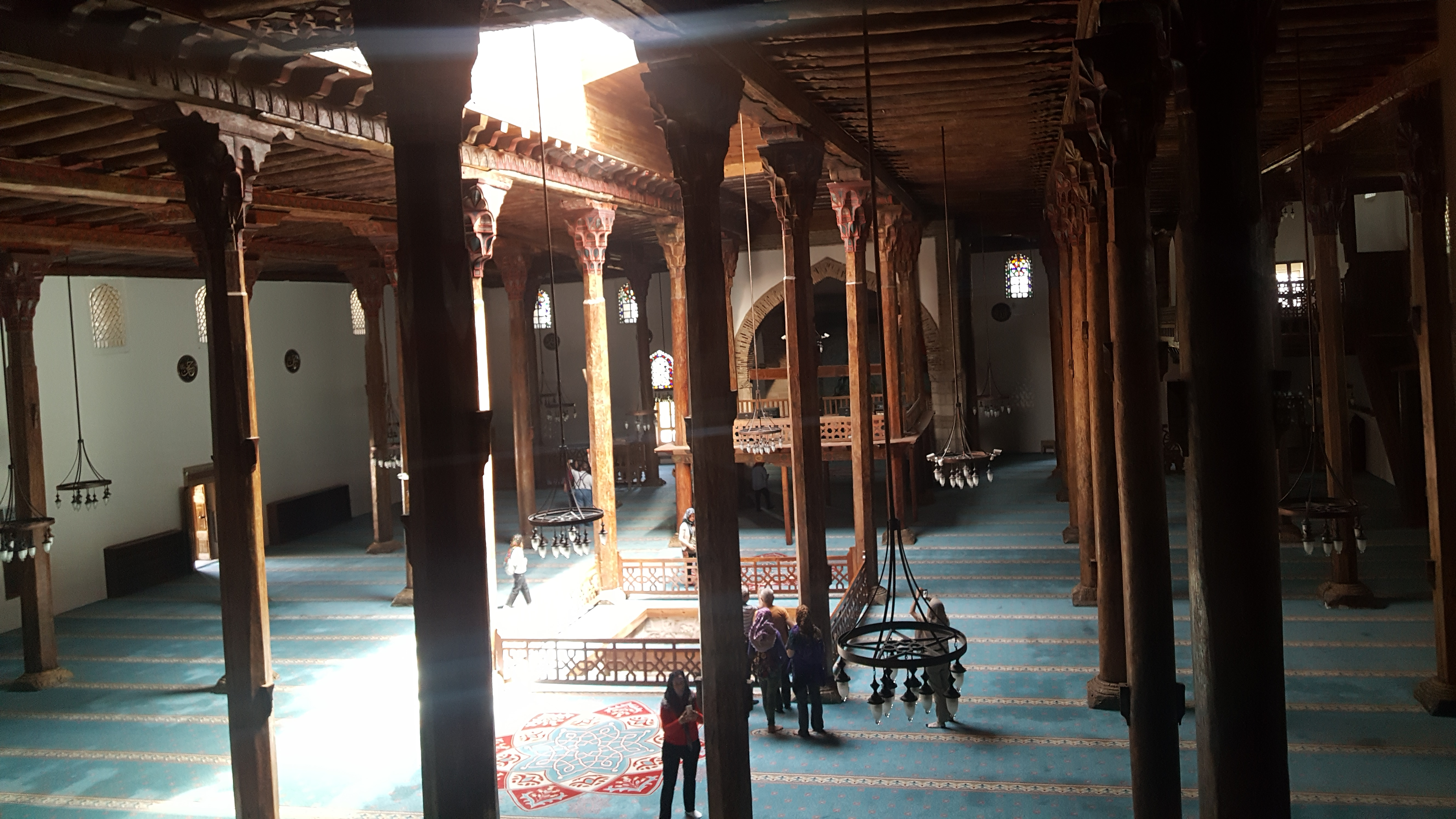
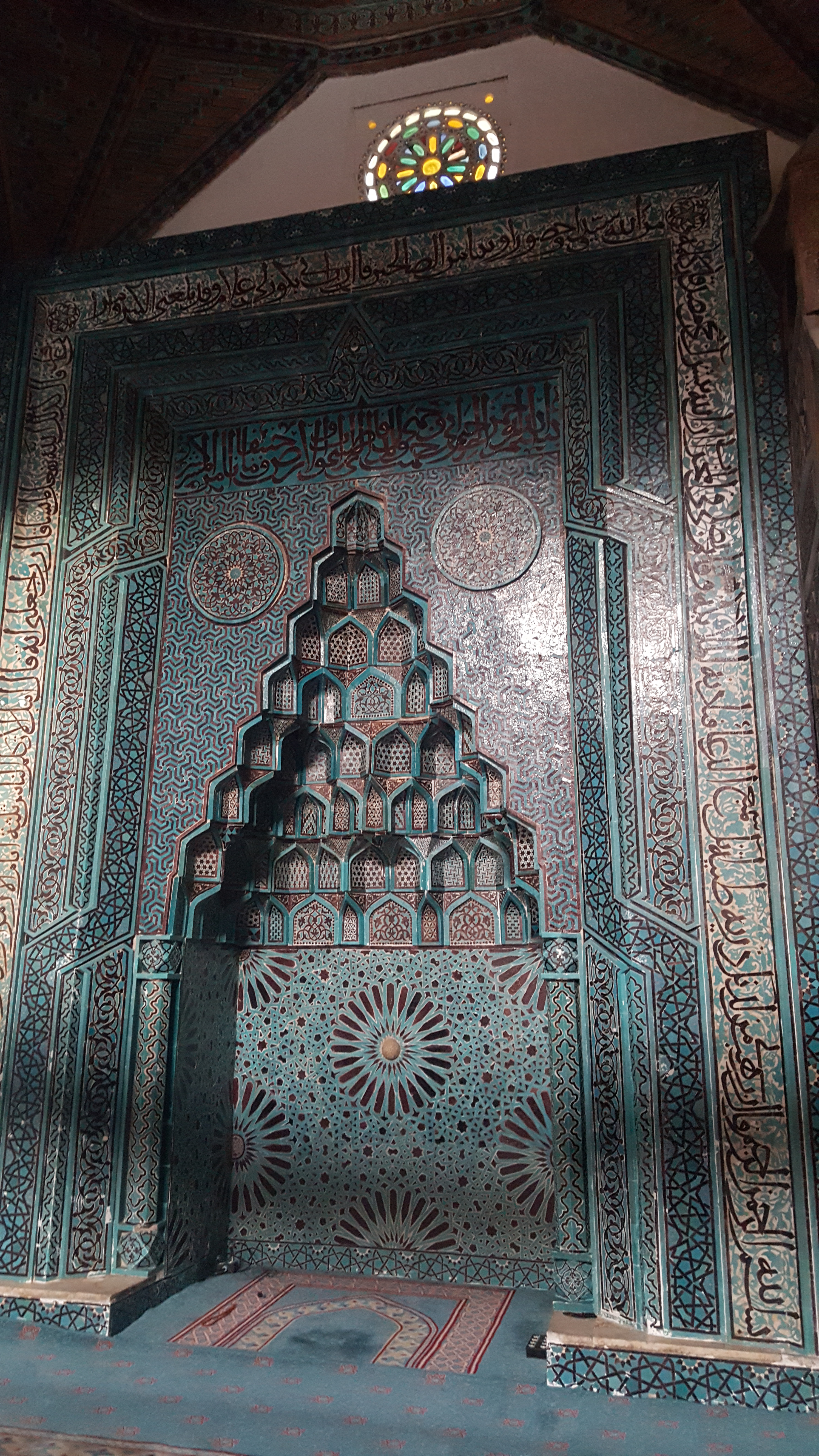
Mihrab
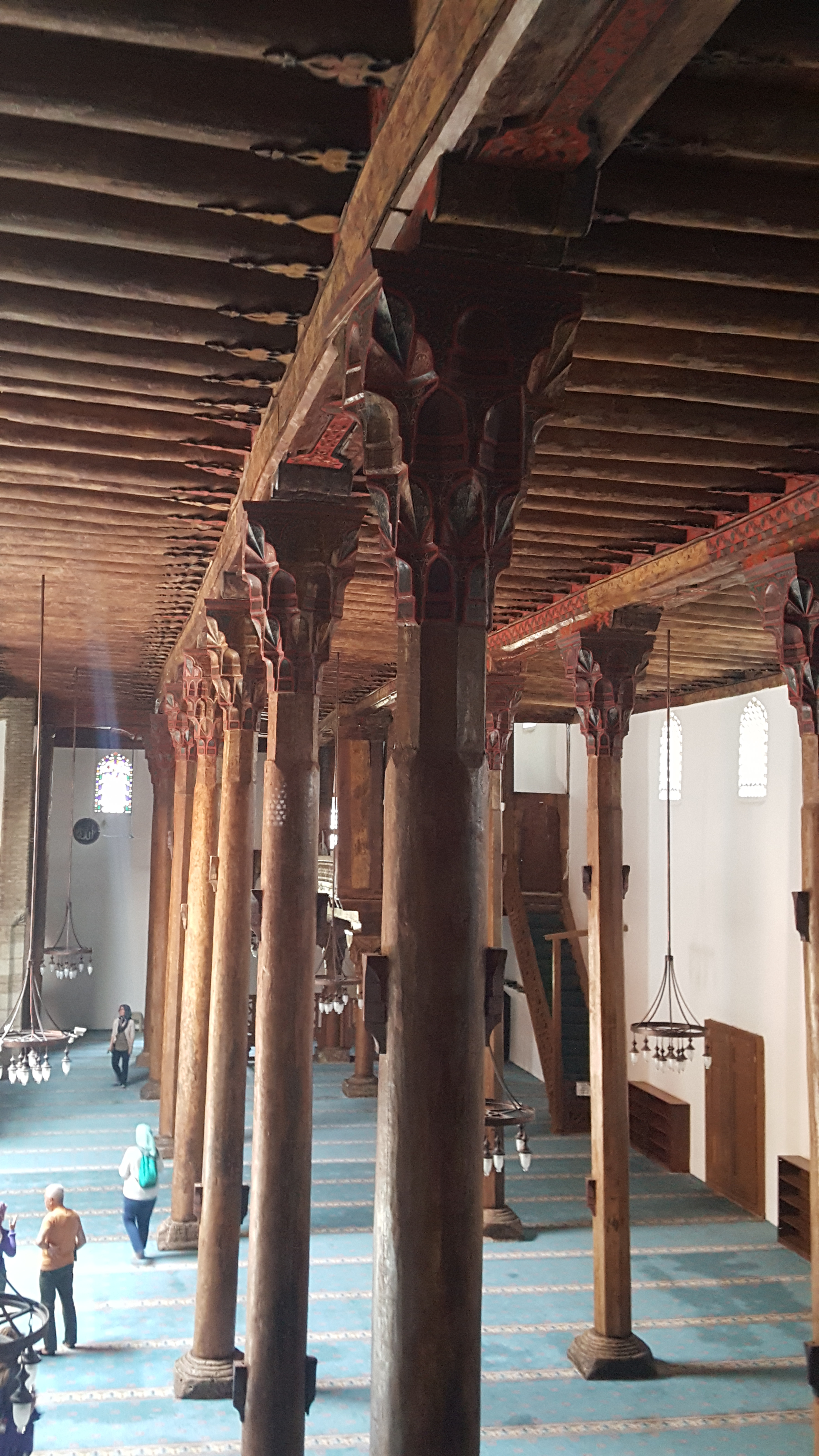
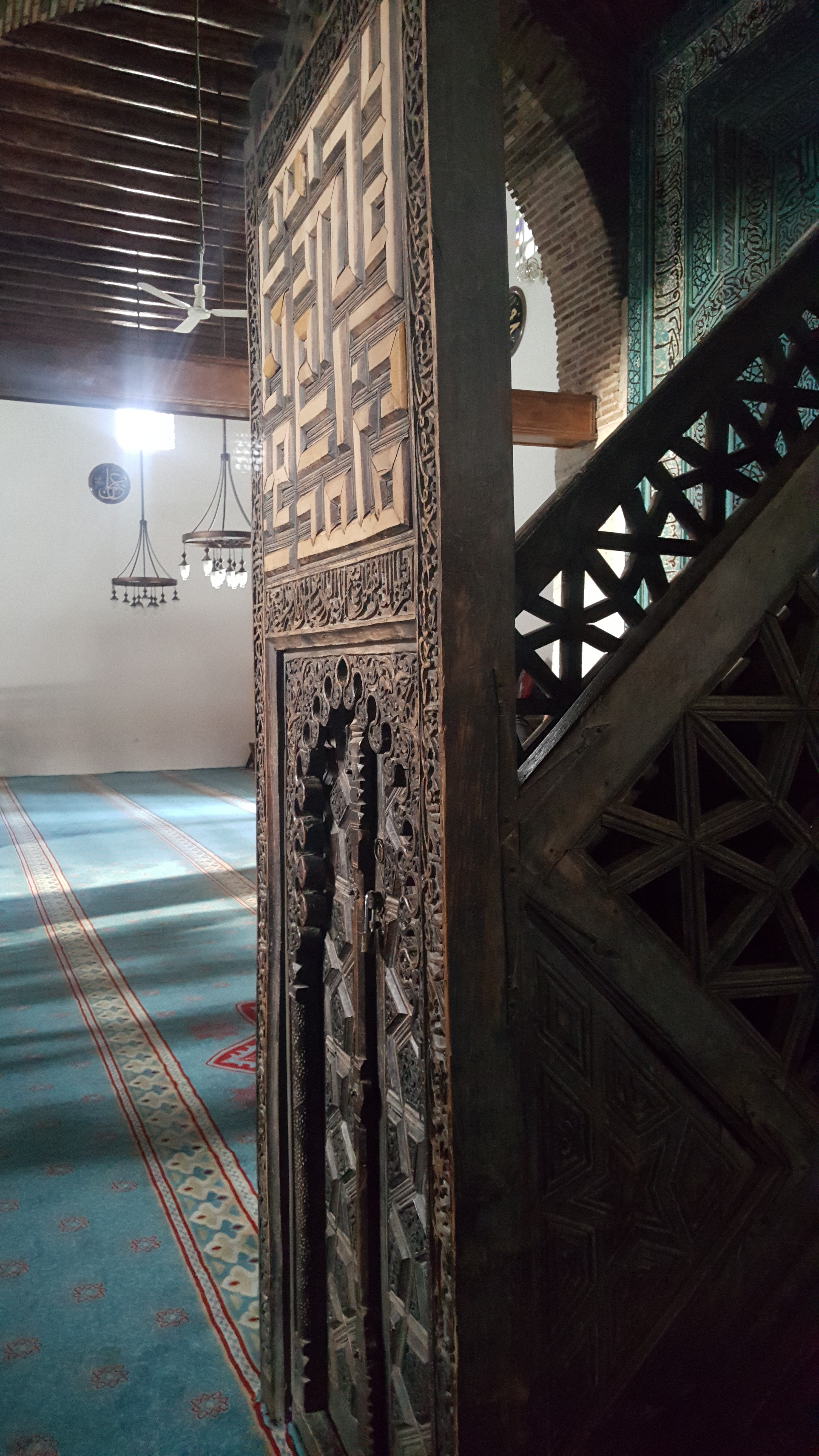
Minbar